# Bob Odenkirk
Robert John Odenkirk (født 22. oktober 1962) er en amerikansk skuespiller, komiker og filmskaber  bedst kendt for sin rolle som Saul Goodman i Breaking Bad (2008–2013) og spin-offet Better Call Saul (2015–2022). Han er også kendt for HBO sketch-komedieserien Mr. Show with Bob and David (1995-1998), som han var medskaber på og spillede hovedrollen i sammen med sin ven og komiker David Cross . 

## Tidligt liv
Odenkirk blev født i Berwyn, Illinois, og opvoksede i Naperville . Han er den næstældste af syv søskende født af Walter Henry Odenkirk, som var ansat i et trykkeri, og Barbara Mary Odenkirk,  en katolik af tysk og irsk afstamning.    Hans forældre blev skilt delvist på grund af Walters alkoholisme, hvilket medførte at Bob frasagde sig alkohol. Odenkirks yngre bror er komedieforfatteren Bill Odenkirk .

## Karriere
I 2009 sluttede Odenkirk sig til rollebesætningen i AMC 's Breaking Bad som den korrupte advokat Saul Goodman .Goodman-rollen var kun lavet til at være med i tre afsnit i anden sæson, men Odenkirks præstation fik Peter Gould, show-writer samt Vince Gilligan, direktøren til at udvide karakteren.

## Personlige liv
Den 27. juli 2021 blev Odenkirk indlagt i Albuquerque efter at have haft, hvad han beskrev som et "lille hjerteanfald " på settet til den sjette sæson af Better Call Saul .   Tre dage senere, den 30. juli, fortalte Odenkirk, at han ville "snart være tilbage",  og den 8. september fortalte han, at han var vendt tilbage til arbejdet. 